# Lady Blue
Lady Blue (Dama de Ouro no Brasil) foi uma série de drama policial estrelada por Jamie Rose no papel de Katy Mahoney, uma policial (detetive/investigadora) em Chicago. A série foi ao ar nos Estados Unidos entre 26 de setembro de 1985 e 25 de janeiro de 1986 num total de treze episódios. Foi cancelada após sua primeira temporada devido à baixa audiência em decorrência das cenas de violência.
No Brasil, a série foi exibida pela Rede Globo no fim da década de 1980. Foi retransmitida pela última vez em 1996 na mesma emissora aos domingo pela manhã. 
Diferentemente do que ocorreu nos Estados Unidos, no Brasil a série atingiu bons níveis de audiência e tornou-se parte da cultura popular da década de 1980, tendo sido parodiada na série brasileira TV Pirata pela atriz Debora Bloch, que interpretava Kate Machone numa fictícia séria chamada "Dama de Couro".

## Elenco
| Ator           | Papel                   |
| -------------- | ----------------------- |
| Jamie Rose     | Katy Mahoney            |
| Bruce A. Young | Cassidy                 |
| Ron Dean       | Sargento Gino Gianetti  |
| Danny Aiello   | Tenente Terry McNichols |
| Ralph Foody    | Capitão Flynn           |